# Brian Afanador
Brian O'Neill Afanador (Utuado, Puerto Rico; 6 de marzo de 1997) es un jugador puertorriqueño de tenis de mesa.

## Trayectoria
El 2 de abril de 2016, hizo un hito al convertirse en el primer jugador tenis de mesa puertorriqueño en clasificar a los Juegos Olímpicos de Río de Janeiro, donde apareció con su prima Adriana Díaz. Derrotó a Suraju Saka en la ronda preliminar, y perdió ante el egipcio Omar Assar en la primera ronda principal.
En la temporada 2017/18, jugó con el club alemán TTC indeland Jülich en la 2ª Bundesliga, luego se mudó a Francia.
En 2021 participó en los Juegos Olímpicos de Tokio 2020, junto con Melanie Díaz y Adriana Díaz, siendo eliminado en la primera ronda.

## Clubes
- TTC indeland Jülich (2017-2018)
- 4S Tours TT (2018-presente)